# Gerardo Bedoya
Gerardo Alberto Bedoya (Ebéjico, 26 november 1975) is een Colombiaans voormalig profvoetballer. Hij kreeg gedurende zijn carrière 46 rode kaarten en heeft daarmee een wereldrecord in handen.

## Clubcarrière
Bedoya begon zijn profloopbaan in 1995 bij Deportivo Pereira. In 2001 maakte hij de overstap naar Argentinië. Later speelde hij ook nog in Mexico.

## Interlandcarrière
Bedoya kwam 49 keer (vier doelpunten) uit voor de nationale ploeg van Colombia in de periode 2000–2009. Hij maakte zijn debuut op zaterdag 12 februari 2000 in de Gold Cup-groepswedstrijd tegen Jamaica (1-0), net als Gonzalo Martínez. Hij won in 2001 met Colombia voor eigen publiek het toernooi om de Copa América.
| Interlanddoelpunten | Interlanddoelpunten | Interlanddoelpunten | Interlanddoelpunten         | Interlanddoelpunten | Interlanddoelpunten | Interlanddoelpunten | Interlanddoelpunten |
| #                   | Datum               | Locatie             | Wedstrijd                   | Goal(s)             | Score               | Uitslag             | Wedstrijd           |
| ------------------- | ------------------- | ------------------- | --------------------------- | ------------------- | ------------------- | ------------------- | ------------------- |
| 1                   | 19/02/00            | Miami               | Verenigde Staten – Colombia | 81'                 | 2 – 2               | 2 – 2               | Gold Cup            |
| 2                   | 31/01/01            | Los Angeles         | Colombia – Mexico           | 40'                 | 2 – 1               | 3 – 2               | Oefenduel           |
| 3                   | 24/04/01            | San Cristóbal       | Venezuela – Colombia        | 83'                 | 2 – 1               | 2 – 2               | WK-kwalificatie     |
| 4                   | 26/07/01            | Manizales           | Colombia – Honduras         | 6'                  | 1 – 0               | 2 – 0               | Copa América        |

## Erelijst
Deportivo Cali
- Copa Mustang

1998
 Racing Club
- Primera División

2001 (A)